# 面影渡り鳥
「面影渡り鳥」（おもかげわたりどり）は、1996年5月22日にビクターより発売された橋幸夫のシングルである。CD（VIDL-11015）とカセットテープ（VISL-10192）の2形式で発売された。

## 概要
- リバスターを整理して、ビクターレコードに復帰した橋幸夫が、1978年の「股旅'78」「またたびの詩」以来、18年ぶりに発表した本格的な股旅ものである。（リバスター時代の橋は、オリジナルアルバム「日本列島三度笠」はあるが、シングルでの股旅物は発表していない。）
- 作詞は初めての共演となる荒木とよひさ、作曲は恩師の吉田正、編曲は荒木圭男。荒木とはアルバム「股旅グラフィティ」以来の共演となった。
- 詩では、股旅物の慣用語である「三度笠」「草鞋」「カッパ」「ドス」の語を一切使用せずに股旅の世界を描いて、吉田正が「さすがにうまい」と唸ったとされる[1]。
- 吉田正は翌年死去し、橋への遺作となった。本作はビクターヒットを受賞し、国民栄誉賞を受賞した吉田の最後のヒット賞受賞作品となった[2]。
- c/wの「以蔵残月」は、幕末の土佐藩郷士で、「人斬り以蔵」の名でも知られる岡田以蔵を謳ったもので、作詞、作曲、編曲とも本曲と同一メンバーである。
- 作詞の荒木とよひさと橋は、その後「花火音頭」（2006年）「長州にて候」（2015年）で共演している。

## 収録曲
1. 面影渡り鳥
作詞：荒木とよひさ、作曲：吉田正、編曲：荒木圭男
2. 以蔵残月 
作詞：荒木とよひさ、作曲：吉田正、編曲：荒木圭男

## 収録アルバム
- 『橋幸夫　ザ・ベスト』（2012.07.25）
- 『橋幸夫ベスト～盆ダンス～』（200511.23）
- 『吉田正作品集／橋幸夫』（2004.05.21）
- 『元祖、股旅ここにあり！』（2001.11.21）
- 『橋幸夫が選んだ橋幸夫ベスト40曲』（2000.10.04）
- 『橋幸夫全曲集』（1999.10.21）
- 『＜TWIN BEST＞』（1998.11.06）
- 『＜BEST ONE＞』（1996.10.23）

他